# ماري بيرغ
ماري بيرغ (بالبولندية: Mary Berg)‏ هي كاتبة سير وكاتِبة بولندية، ولدت في 10 أكتوبر 1924 في وودج في بولندا، وتوفيت في 2013 في يورك في الولايات المتحدة.